# Josephine Richardson
Josephine Richardson (28 août 1923 - 1er février 1994) est une femme politique du parti travailliste britannique. Au moment de sa mort, elle est députée de Barking, poste qu'elle occupait depuis 1974.

## Jeunesse
Elle est née à Newcastle upon Tyne. Elle fréquente le Southend High School for Girls. Son père, un représentant des ventes, s'est présenté comme candidat du Parti libéral à Darlington dans les années 1930, mais est décédé alors qu'elle était encore jeune . Sa mère est membre de l'Église congrégationaliste.
Malgré son intelligence, Richardson n'a pas pu se permettre une éducation universitaire, ce qu'elle a regretté toute sa vie .

## Carrière parlementaire
Rejoignant le Parti travailliste en 1945, Richardson commence sa carrière politique en tant que secrétaire d'Ian Mikardo (en). Elle coordonne le « Keep Left Group » et est ensuite secrétaire du Tribune Group avant de coordonner la campagne Victory for Socialism. En 1951, Richardson est élue au conseil du Hornsey Borough et devient secrétaire à plein temps de Mikardo et son associée dans son entreprise qui impliquait le commerce avec l'Europe de l'Est. Elle se présente aux sièges parlementaires de Monmouth en 1951 et 1955, Hornchurch en 1959 et Harrow East en 1964.
Elle est considérée comme une militante pour la paix à l'extrême gauche du Parti travailliste. Elle est membre du groupe de campagne socialiste mais démissionne en 1988 pour protester contre la décision de Tony Benn de défier Neil Kinnock pour la direction. Elle est également membre du cabinet fantôme. Elle est une figure centrale de la gauche féministe et aide à élargir les droits des femmes en Grande-Bretagne et est à la tête d'un groupe de femmes parlementaires qui soutenaient la position anti-pornographie . Elle est également une militante pro-choix.
Richardson est membre exécutif du Conseil national pour les libertés civiles, à une époque où le Paedophile Information Exchange (PIE), un groupe activiste pro-pédophile, est affilié à NCCL. Richardson écrit à la revue PIE Childhood Rights, disant qu'elle soutenait leur campagne contre les châtiments corporels .
Elle co-écrit les brochures « Keep Left » (1947) et «Keeping Left» (1950) avec Dick Crossman, Michael Foot et Ian Mikardo.
En 1985, le transfuge du KGB, Oleg Gordievsky nomme Richardson et deux autres députés travaillistes de gauche comme contacts confidentiels de son ambassade .
L'école communautaire Jo Richardson, dans l'arrondissement londonien de Barking & Dagenham, est nommée en son honneur.